# Vil·la de la Burguera
La Vil·la de la Burguera és un jaciment d'una vil·la de l'època romana que es troba a Salou (Tarragonès), inclòs a l'Inventari del Patrimoni Arqueològic i Paleontològic de Catalunya.
Es troba a l'entrada del nucli urbà de Salou, des de la carretera de Vila-seca.
Es tracta una vil·la d'explotació agropecuària romana que  es troba sota l'hotel "vil·la romana" i les restes de l'època romana són al jardí de l'hotel.
Les excavacions en aquest nucli de Salou es van dur a terme entre els anys 2000 i 2002. Aquesta vila romana té característiques similars a altres documentades a l'àrea del camp de Tarragona. Les evidències més antigues corresponen a un graner de pedra datat del segle i aC, però degut a una reforma duta al segle I dC van transformar l'assentament inicial en una vil·la de tipologia romana dedicada principalment a la producció de vi.
A partir de la segona meitat del segle ii, cap als inicis del segle iii, la vila va transformar-se en una vil·la de caràcter lúdic amb l'ampliació de la zona d'hàbitat i construcció d'un conjunt termal.
Parts de la vil·la:
- Les termes
- Els molins
- Les sitges

## Fases en les quals es va excavar el jaciment

### Primera fase
Durant la primera fase es van trobar l'habitatge principal de la vil·la, el qual es troba més elevat respecte a la resta de les altres parts.

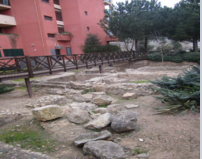
Restes de les termes

### Segona fase
Durant la segona fase es van trobar restes d'una nova part rústica, construïda per a la producció vinícola i el terreny s'utilitzava a magatzem.
S'ha arribat a la conclusió que aquesta petita “indústria” no ha sigut la primera, sinó que és el resultat del pas del temps amb les diversos canvis i millores. No es pot dir una data concreta de cada reforma, però es pot afirmar que la zona dedicada a la producció vinícola va anar creixent.

### Tercera fase
Al llarg de la tercera fase es va descobrir un gran habitatge on es trobaven els senyors de la vil·la.

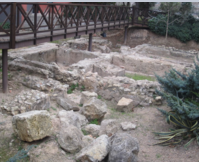
Restes de les termes

Quan s'edifica aquesta zona, es comença a transformar la vil·la, que passa de ser una "industria" de producció vinícola a un lloc residencial. Entre les instal·lacions excavades a la tercera fase es troben les termes.

### Quarta fase
Durant la quarta fase es va arribar a la conclusió que les restes arquitectòniques començaven a ser reutilitzades. Gràcies a això es confirma l'inici d'un abandonament progressiu.

### Cinquena fase

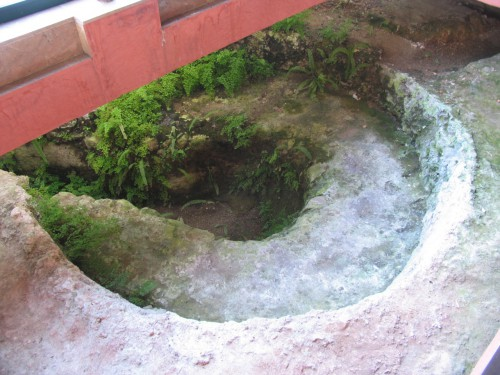
forn de calç.

Durant la cinquena fase es van trobar poques restes, majoritàriament van descobrir restes del que es creu que era la cuina.